# Iamussucro
Iamussucro (em francês: Yamoussoukro)  é a capital política e administrativa da Costa do Marfim desde 1983, embora a maior parte das funções administrativas continue sendo realizada na antiga capital, Abidjã. Está localizada a 240 quilômetros (149 mi) ao norte de Abidjã sobre colinas onduladas e planícies. Sua área é de 3 500 km² (1 351,3 sq mi) e a população era de 200 659 habitantes em 2005. É a quarta cidade mais populosa da Costa do Marfim, depois de Abidjã, Bouaké e Daloa.
Iamussucro é também a capital da Região dos Lagos e sede do distrito homônimo, criado pela lei n.° 2002-44 de 21 de janeiro de 2002. O distrito é uma coletividade territorial cuja área coincide com o território do departamento do mesmo nome, sendo administrado por um governador nomeado pelo chefe de Estado. O atual governador é Augustin Thiam.
O departamento de Iamussucro é dividido em quatro sub-prefeituras: Attiégouakro, Didiévi, Tié-diékro e a Comuna de Iamussucro. Limita-se com os seguintes departamentos: ao norte, Tiébissou e Bouaké; a leste, Dimbokro e Bocanda, a oeste, Bouaflé e Sinfra; ao sul, Toumodi. Abriga um total de 169 assentamentos.
A economia de Iamussucro é baseada nas indústrias florestal, pesqueira e de perfumaria. Mesmo estando em um país muito pobre, Iamussucro se diferencia da maioria das capitais africanas pela sua moderna arquitetura.
É a terra natal do falecido Félix Houphouët-Boigny, primeiro presidente da República da Costa do Marfim e do jogador de futebol Seydou Doumbia.

## Património
- Basílica de Nossa Senhora da Paz de Iamussucro (em francês Basilique de Notre Dame de la Paix de Yamoussoukro) - construída à imagem da Basílica de São Pedro, na Cidade do Vaticano

## Galeria de imagens

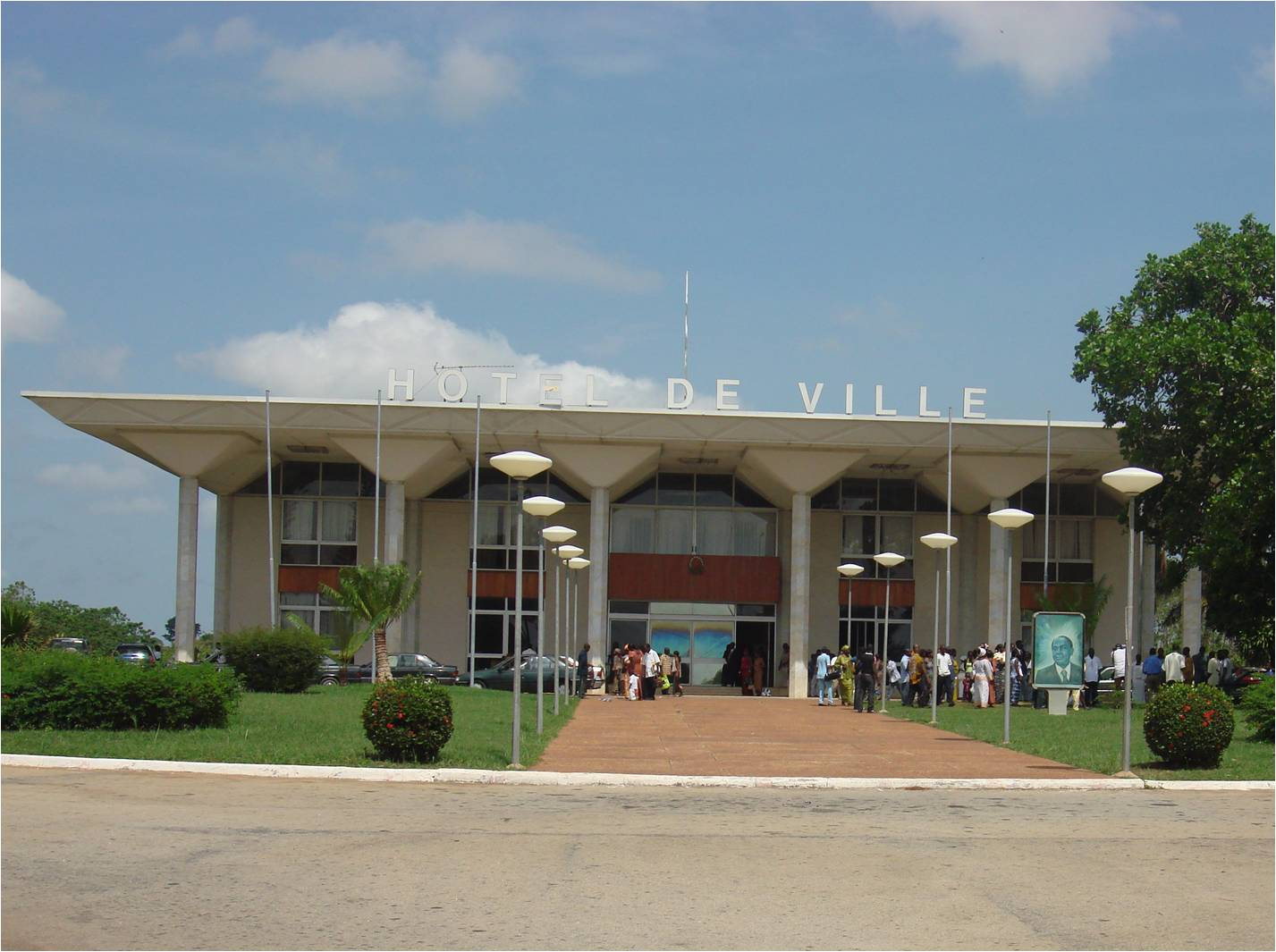
Prefeitura